# Маннелли, Маурицио
Маурицио Маннелли (итал. Maurizio Mannelli, 1 января 1930, Рим, Италия — 22 мая 2014, Неаполь, Италия) — итальянский ватерполист, бронзовый призёр летних Олимпийских игр в Хельсинки (1952).

## Спортивная карьера
Начинал спортивную карьеру как пловец, в 1947 году, победил на национальном чемпионате среди юниоров на дистанции 200 м. вольным стилем, через год стал серебряным призёром на дистанциях 100 и 200 м вольным стилем. Затем перешёл в водное поло. Выступал за неаполитанский «Circolo Canottieri».
На летних Олимпийских играх в Хельсинки (1952) в составе сборной Италии стал бронзовым призёром, это достижение повторил на чемпионате Европы в Турине (1954),, а на Средиземноморских играх в Барселоне (1955) становится чемпионом. Из-за конфликта с главным тренером не смог принять участия в Олимпиаде в Мельбурне (1956).